# موريس غيلين
موريس غيلين (بالفرنسية: Maurice Gillen)‏ هو دراج لوكسمبورغي، ولد في 25 يوليو 1895 في باريس في فرنسا، وتوفي في 6 أبريل 1974.

## وصلات خارجية
- موريس غيلين على موقع أرشيف الدراجات (الإنجليزية)
- موريس غيلين على موقع اللجنة الأولمبية الدولية (الإنجليزية)
- موريس غيلين على موقع أوليمبيديا (الإنجليزية)